# El hombre del atardecer
El hombre del atardecer es una obra de teatro de Santiago Moncada, estrenada en 1981.

## Argumento
La obra contrapone el declive de la madurez frente al esplendor de la juventud. Al primer grupo pertenecen Amelia, Ernesto y Julia. Los dos primeros, cínicos y conscientes del papel que su edad les hace jugar en la vida. Julia, por el contrario, es optimista y piensa que aún tiene posibilidad de ilusionar e ilusionarse. Charly y Hermi, jóvenes, abandonan respectivamente a Ernesto y Julia, con los que estaban por dinero, y se enamoran. Finalmente, Julia se resigna a aceptar su realidad.

## Estreno
- Teatro Alcázar, Madrid, 7 de octubre de 1981. 
  - Dirección: Mara Recatero.
  - Intérpretes: Amparo Rivelles (Julia), Jesús Puente (Ernesto), Margot Cottens (Amelia), María Casal (Hermi), José Luis Alonso (Charly).